# Darmstädter Gespräche
Die Darmstädter Gespräche waren eine Reihe von Symposien, die in unregelmäßigem Rhythmus zwischen 1950 und 1975 in Darmstadt stattfanden. In der Gründungsidee standen die Darmstädter Gespräche jeweils im Zusammenhang mit der Eröffnung einer großen Ausstellung. Abhängig vom Thema wurde darauf später mehrfach verzichtet. Nach dem 10. Darmstädter Gespräch trat u. a. durch die Emeritierung des Gründungsmitgliedes Hans Gerhard Evers eine Zäsur ein. In den Jahren 1975, 1995 und 2001 kam es zu Versuchen einer Neuaufnahme der Gespräche, die jedoch inhaltlich und organisatorisch unverbunden nebeneinander standen und die zu keinen Folgeveranstaltungen im eigentlichen Sinne führten. Unter dem Titel „Neue Darmstädter Gespräche“ wurden von Januar 2005 im Staatstheater Darmstadt (bis zu dessen Tod im Jahr 2014 unter der Leitung von Alexander U. Martens, dem ehemaligen Moderator von „Aspekte“) sechs Mal im Jahr eine Reihe von Podiumsdiskussionen geführt, die konzeptuell an die Vorgängerveranstaltungen anknüpfen.
Seit 2019 werden die Darmstädter Gespräche gemeinsam von der Schader-Stiftung, dem Staatstheater und dem Runden Tisch Wissenschaftsstadt Darmstadt kuratiert und finden in der Regel viermal jährlich statt, in der Spielzeit 2020/21 unter dem Titel „Komm ins Offene“.
Bedeutende Teilnehmer der frühen Veranstaltungen waren u. a. Theodor W. Adorno, Martin Heidegger, Max Horkheimer und José Ortega y Gasset. Die Diskussionen wurden öffentlich geführt und richteten sich an ein interessiertes Laienpublikum.
Die Darmstädter Gespräche dienten als Vorbild für die Frankfurter Römerberggespräche.

## Übersicht
| Nr. | Jahr | Thema                               | Datum              | Teilnehmer (Auswahl) |
| --- | ---- | ----------------------------------- | ------------------ | --- |
| 1.  | 1950 | Das Menschenbild unserer Zeit       | 15.–17. Juli       | Theodor W. Adorno, Wulf Emmo Ankel, Willi Baumeister, Richard Benz, Friedrich Bernhard, Rolf Cavael, Ottomar Domnick, Hans Gerhard Evers (Diskussionsleitung), Gustav Friedrich Hartlaub, Kurt Heyd, Hans Hildebrandt, Karl Holzamer, Johannes Itten, Gotthard Jedlicka, Boris Kleint, Adolf Köberle, Wilhelm Koehler, Kurt Leonhard, Alexander Mitscherlich, Franz Roh, Juliane Roh, Josef Adolf Schmoll genannt Eisenwerth, Ernst Schröder, Hans Sedlmayr, Hildegard Stromberger, Alfred Weber, Hermann Weidhaas, Conrad Westpfahl, Georg Gustav Wieszner, Walter Theodor Winkler, Dieter Wyss Ausstellung: Das Menschenbild in unserer Zeit |
| 2.  | 1951 | Mensch und Raum                     | 4.–6. August       | Otto Bartning (Diskussionsleitung), Paul Bonatz, Hans Eckstein, Egon Eiermann, Ludwig Engel, Gustav Feick, Alois Giefer, Peter Grund, Martin Heidegger, Ludwig Metzger, Hermann Mäckler, Ernst Neufert, José Ortega y Gasset, Richard Riemerschmid, Sep Ruf, Hans Scharoun, Franz Schuster, Rudolf Schwarz, Otto Ernst Schweizer, Hans Schwippert, Rudolf Steinbach, Dolf Sternberger, Bruno E. Werner, Georg-August Zinn Ausstellung: Mensch und Raum / und: die Darmstädter Meisterbauten (realisierte Architekturentwürfe) |
| 3.  | 1952 | Mensch und Technik                  | 20.–22. September  | Paul Ammon, Heinrich Bartmann, Otto Bartning (Diskussionsleitung), W. Brakel, Eugen Diesel, Hermann Doerr, Hermann Peter Eckhart, Hans Eckstein, Egon Eiermann, Ludwig Engel, Karl Erbach, Jupp Ernst, Wilhelm Euler, Hans Gerhard Evers (Diskussionsleitung), Gustav Feick, Wiliam M. Friedman, Franz-Joseph Furtwängler, Wolfgang Gestrich, Thomas Grochowiak, Robert Gutmann, Hans Haffenrichter, Fritz Helbig, G.R. Heyer, Hans Hilfiker, Joachim Felix Hoppenstedt, Louis Kalff, Arthur Klinger, Walter Köhler, Wilhelm Köhler, Arthur Klinger, Otto Kraemer, Hugo Kükelhaus, Ludwig Leitz, Rudolf Lunghard, Peter Mennicken, Ludwig Metzger, Wera Meyer-Waldeck, H.A. Nieboer, Günther Freiherr zu Pechmann, Emil Rasch, Hans Bernhard Reichow, Juliane Roh, Eugen Rosenstock-Huessy, Ernest Munro Runtz, Gordon Russel, Karl Sanders, Herwin Schaefer, Fritz Schmidt, Hermann Schmidt, Hans Schoszberger, Franz Schürholz, Bruno Schwarze, Hans Schwippert (Diskussionsleitung), Wilhelm Silberkuhl, Gerhard Sommer, Eleonore Späing, Alfons Spielhoff, Fritz Steinert, Fedor Stepun, Walther Tritsch, Jacques Vienot, Werner Wolff Ausstellung: Mensch und Technik |
| 4.  | 1953 | Individuum und Organisation         | 26.–28. September  | Theodor W. Adorno (Diskussionsleitung), Adolf Arndt, Wolf Graf Baudissin, Marie Baum, Jean Beaufret, Rex Crawford, Felix von Eckardt, Ludwig Engel, Peter Erkelenz, Werner Finck, Georges Fiedmann, Antoine Goléa, Wolfram Freiherr Gugel von Brandt und Diepelsdorf, Willy Hartner, Georg Hensel, Max Horkheimer, Jean Hyppolite, Hans Henny Jahnn, Robert Jungk, Sava Klickovic, René König (Diskussionsleitung), Franco Lombardi, Alexander Mitscherlich, Armin Mohler, Fritz Neumark (Gesprächsleitung), José Ortega y Gasset, Kurt Fentzlin, Erich Potthoff, Alois Prassel, Rüdiger Proske, Ludwig Rosenberg, Alexander Rüstow, Günther Sawatzki, Ernst Schellenberg, Ernst von Schenck, Jan Jurriaan Schokking, Enrique Tierno Galván, Heinrich Troeger, Egon Vietta Keine Ausstellung |
| 5.  | 1955 | Theater                             | 23.–25. April      | Theodor W. Adorno, Stefan Barcawa, Otto Bartning, Willi Baumeister, Kurt Bürgin, Hans Bunge, Otto Burrmeister, Ludwig Engel, Friedrich Dürrenmatt, Antoine Goléa, Hans-Joachim Haecker, Arno Henning, Helmut Henrichs, Gerhard F. Hering, Kurt Hirschfeld, Bernt von Heiseler, Kurt Horwitz, Herbert Ihering, Johannes Jacobi, Hellmut Jaesrich, Hans Henny Jahnn, Kurt Jooss, Werner Kallmorgen, Walther Karsch, Heinz Dietrich Kenter, Christian Lewalter, Rolf Liebermann, Kurt Linder, Carl Linfert (Diskussionsleitung), Hans Erich Nossack, Walter F. Otto, Emil Preetorius, Will Quadflieg, Karl von Rath, Hans Rehberg, Günther Rennert, Richard Riemerschmid, Günther Sawatzki, Reinhold Schneider, Oscar Fritz Schuh, Hans Schweikart, Gustav Rudolf Sellner (Diskussionsleitung), Friedrich Sieburg, Egon Vietta Ausstellung: Theaterbau |
| 6.  | 1958 | Ist der Mensch messbar?             | 22.–24. März       | Rudolf Amthauer, Max Bense, Franz Benseler, Wolfgang Böhme, Ludwig Engel, Helmut Ehrhardt, Hans Gerhard Evers, Erich Franzen (Diskussionsleitung), Adolf Friedemann, Robert Heiss, Paul Helwig, Richard Arno Hennig, Johannes Hirschmann, Peter R. Hofstätter, Elfriede Höhn, Eugen Kogon (Diskussionsleitung), Ludwig Kroeber-Keneth, Philipp Lersch, Heinz-Rolf Lückert, Max Lüscher, Ludwig Marcuse, Karl Marguerre, Georg Meistermann, Joseph Meurers, Wolf Middendorff, Carlo Schmid, Walter J. Schraml, Edeltrud Seeger, Ulrich Sonnemann, Margaret Tönnesmann, Egon Vietta Keine Ausstellung |
| 7.  | 1960 | Der Mensch und seine Meinung        | 10.–12. September  | Adolf Arndt, Otto Friedrich Bollnow, Hildegard Brücher, Walter Dirks, Klaus von Dohnanyi, Felix von Eckardt, Ludwig Engel, Peter R. Hofstätter, Ernst Johann, Robert Jungk, Willy Köhler, Eugen Kogon (Diskussionsleitung), Erich Kuby, Wolfgang Leonhard, Peter de Mendelssohn, Wolfgang Mischnick, Elisabeth Noelle-Neumann, Kurt Pritzkoleit, Rüdiger Proske, Harry Pross, Carlo Schmid, Ernst Schütte, Werner Steltzer, Alfred Sturminger Keine Ausstellung |
| 8.  | 1963 | Angst und Hoffnung in dieser Zeit   | 27.–29. Juli       | Kurt Ballerstedt, Walter Biemel, Rudolf Bilz, Ernst Bloch, Hans-Joachim Bochnik, Gerhard Johannes Botterweck, Hermann Diem, Konrad Ferderlin, Robert Raphael Geis, Arcadius Rudolf Lang Gurland, Friedrich Heer, Ernst Holtzmann, Walter Jens, Arthur Jores, Joseph Klein, Hans Martin Klinkenberg, Werner Maihofer, Felix Messerschmid, Heinz Winfried Sabais, Dieter Sauberzweig, Karl Schlechta (Diskussionsleitung), Hellmut Sopp, Gerhard Szczesny, Ernst Topitsch, Thure von Uexküll, Johannes Zilkens, Gerhard Zwerenz Ausstellung: „Zeugnisse der Angst in der modernen Kunst“ (gesonderter Ausstellungskatalog) |
| 9.  | 1966 | Der Mensch und seine Zukunft        |                    | Helmut Baitsch, Gerd Burkhardt, Ludwig Engel, Iring Fetscher, Hans-Georg Gadamer (Diskussionsleitung), Otto Walter Haseloff, Bernhard Hassenstein, Peter Hans Hofschneider, Walter Jens, Inge Jens, Robert Jungk, Hans Kilian, Eugen M. Knoernschild, Heinrich Kraut, Hermann Lübbe, Hans Mohr (Diskussionsleitung), Jürgen Moltmann, Jürgen Pfeiffer, Jean-Claude Piguet, Karl Rahner, Bernhard Rensch, Hans Schaefer, Helmut Schelsky (Diskussionsleitung), Karl Schlechta, Ernst Schütte, Hugo Spatz, Peter Starlinger, Karl Steinbuch, Friedrich Wagner Keine Ausstellung |
| 10. | 1968 | Mensch und Menschenbilder           | 28.–30. September  | Wolfgang Abendroth, Johannes Agnoli, Jan M. Broekman, Rolf-Gunter Dienst, Irenäus Eibl-Eibesfeldt, Ludwig Engel, Hans Gerhard Evers (Diskussionsleitung), Peter H. Feist, Friedrich Heer, Wolfgang Hütt, Rudolf Krämer-Badoni (Diskussionsleitung), Hubert Raupach, Wieland Schmied, Josef Adolf Schmoll genannt Eisenwerth, Heinz Winfried Sabais, Helmut Schoeck, Ilse Schwidetzky, Willi Sitte, Dolf Sternberger, Johannes Strelitz, Manfred Teschner, Hermann Wein Ausstellung, 14. September–17. November 1968: „Menschenbilder“ (gesonderter Ausstellungskatalog, Roetherdruck, Darmstadt) |
| 11. | 1975 | Realismus und Realität              | 24. Mai 1-tägig    | Hans Brinckmann, Heiner Knell (Diskussionsleitung), Gisela Ruckhaberle-Ulmann, Heinz Winfried Sabais, Hans Sachsse, Josef Adolf Schmoll genannt Eisenwerth, Hans-Gerd Schumann, Dieter Wellershoff |
| 12. | 1995 | Die prozessuale Stadt               | 8. und 9. Dezember | |
| 13. | 2001 | Die Gesellschaft im 21. Jahrhundert |                    | Zygmunt Bauman, Friedhelm Hengsbach, Bruno Latour, Chantal Mouffe, Slavoj Žižek |

## Ständiges Komitee Darmstädter Gespräch 1950–1968
- Stadtkämmerer / Bürgermeister Joachim Borsdorff (1950–1968)
- Hans Gerhard Evers (1950–1975)
- Redakteur Kurt Heyd (1950–1975)
- Stadtkämmerer / Gustav Feick (1950–1955)
- Stadtbaudirektor Peter Grund (1951)
- Otto Bartning (1953–1958)
- Bürgermeister / Oberbürgermeister Ernst Schroeder (1953–1966)
- Intendant Gustav Rudolf Sellner (1955)
- Egon Vietta (1955)
- Oberbürgermeister Ludwig Engel (1958–1968)
- Obermagistratssrat / Stadtrat Heinz Winfried Sabais (1958–1968)
- Prinz Ludwig von Hessen und bei Rhein (1965–1968)
- Staatsminister Vizepräsident Heinrich Troeger (1966–1968)
- Rudolf Krämer-Badoni (1968)
- Stadtkämmerer Paul Ehrig (1975)
- Heiner Knell (1975)
- Manfred Teschner (1975)
- Jan Thesing (1975)
- Stadtverordnete Gerda Vöge (1975)